# 普雷欧-圣塞巴斯蒂安
普雷欧-圣塞巴斯蒂安（法語：Préaux-Saint-Sébastien，法語發音：[pʁeo sɛ̃ sebastjɛ̃] ⓘ）是法国卡尔瓦多斯省的一个市镇，属于利雪区。2016年，普雷欧-圣塞巴斯蒂安与临近的21个市镇合并为新市镇利瓦罗派多日。

## 地理
普雷欧-圣塞巴斯蒂安（48°59'13"N, 0°18'26"E）面积3.72 平方千米，位于法国诺曼底大区卡爾瓦多斯省，该省份为法国西北部沿海省份，北濒大西洋英吉利海峡，东北与滨海塞纳省以海上边界相接，东临厄尔省，南至奧恩省，西与芒什省接壤。
与普雷欧-圣塞巴斯蒂安接壤的市镇（或旧市镇、城区）包括：塞尔奈、塞尔克、默勒、库尔松圣母村。

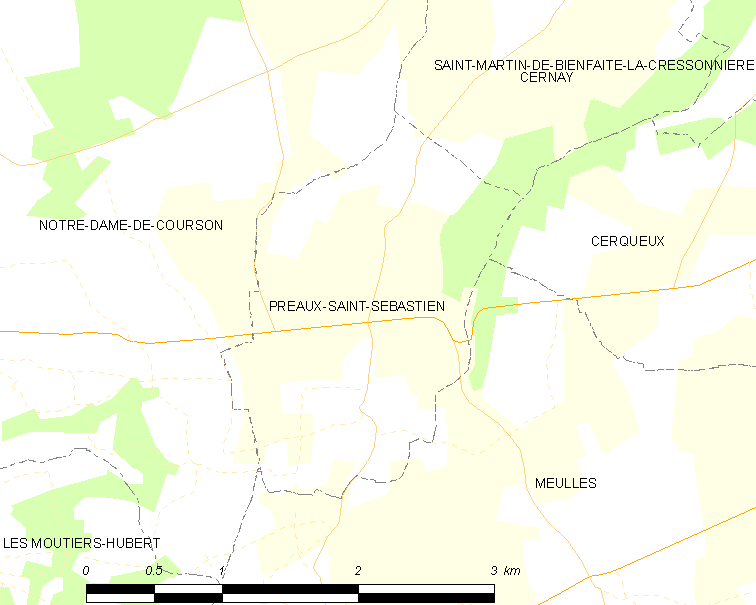
普雷欧-圣塞巴斯蒂安的OSM定位图

普雷欧-圣塞巴斯蒂安的时区为UTC+01:00、UTC+02:00（夏令时）。

## 行政
普雷欧-圣塞巴斯蒂安的邮政编码为14290，INSEE市镇编码为14518。

## 政治
普雷欧-圣塞巴斯蒂安所属的省级选区为利瓦罗派多日县。

## 人口

1962-2008年间普雷欧-圣塞巴斯蒂安人口变化图示

普雷欧-圣塞巴斯蒂安于2018年1月1日时的人口数量为37人。